# Адлер, Бадди
Морис «Бадди» Адлер (англ. Maurice "Buddy" Adler; 22 июня 1909, Нью-Йорк, Нью-Йорк — 12 июля 1960, Лос-Анджелес, Калифорния) — американский кинопродюсер и бывший глава производства студии 20th Century Fox.
Родился в Нью-Йорке в еврейской семье. Начал карьеру в отделе рекламы обувной фирмы своего отца (elevator shoes). В 1940 году женился на актриса Аните Луиз (1915—1970), от брака с которой имел двух детей.
В 1954 году его фильм «Отныне и во веки веков» получил премию Американской киноакадемии за лучший фильм, а в 1956 году его фильм «Любовь — самая великолепная вещь на свете» был номинирован за лучший фильм. Адлер также был продюсером фильма 1956 года «Автобусная остановка» с Мэрилин Монро в главной роли.
В 1957 году получил Награду имени Ирвинга Тальберга. В следующем году он получил Премию Сесиля Б. Де Милля за вклад в кино.
Бадди Адлер умер от рака лёгких в возрасте 51 года в Лос-Анджелесе и был похоронен на кладбище Форест-Лаун. Его вдова умерла десять лет спустя.

## Избранная фильмография
- Постоялый двор шестой степени счастья / The Inn of the Sixth Happiness (1958)
- Юг Тихого океана / South Pacific (1958)
- Шляпа, полная дождя / A Hatful of Rain (1957)
- Бог знает, мистер Аллисон / Heaven Knows, Mr. Allison (1957)
- Анастасия / Anastasia (1956)
- Автобусная остановка / Bus Stop (1956)
- Восстание Мэми Стоувер / The Revolt of Mamie Stover (1956)
- Дно бутылки / The Bottom of the Bottle (1956)
- Лейтенант носит юбки / The Lieutenant Wore Skirts (1956)
- Левая рука Бога / The Left Hand of God (1955)
- Любовь — самая великолепная вещь на свете / Love Is a Many-Splendored Thing (1955)
- Дом из бамбука / House of Bamboo (1955)
- Солдат удачи / Soldier of Fortune (1955)
- Жестокая суббота / Violent Saturday (1955)
- Отныне и во веки веков / From Here to Eternity (1953)
- Саломея / Salome (1953)
- Последний из команчей / Last of the Comanches (1953)
- Паула / Paula (1952)
- Субботний герой / Saturday’s Hero (1951)
- Гарлем Глобтроттерс / The Harlem Globetrotters (1951)
- Никаких грустных песен для меня / No Sad Songs for Me (1950)
- Особенная женщина / A Woman of Distinction (1950)
- Скажи это судье / Tell It to the Judge (1949)
- Тёмное прошлое / The Dark Past (1948)